# Coussarea tortilis
Coussarea tortilis är en måreväxtart som beskrevs av Paul Carpenter Standley. Coussarea tortilis ingår i släktet Coussarea och familjen måreväxter.
Artens utbredningsområde är Peru. Inga underarter finns listade i Catalogue of Life.